# 立川談志 (3代目)
3代目立川 談志（たてかわ だんし、生年月日不明 - 明治9年（1876年）12月上旬）は、落語家。本名：三宅 岩太郎（後に寅吉）。俗に「花咲爺の談志」。
三宅長兵衛という武士の息子で岩太郎といった。後に寅吉と改め町人となって摺者師になったのちに噺家の群れに入り、天保の初めごろ初代瀧川鯉かんの門で初代？立川鯉生から3代目？立川談笑、入船扇蔵、立川鱗馬、和九丸などを経て3代目談志を相続した。
初代春風亭柳枝、三遊亭圓朝、2代目柳亭左楽らと共に「三題噺の会」に加入し、俳諧、狂歌も詠んだという。
「花咲爺」とあだ名されたがその理由はわかっていない。尚、「立川」の亭号のほかに「鯉遊亭」も確認されている。